# Chefferie supérieure du canton Bakoko Moungo
La chefferie supérieure du canton Bakoko Moungo est une institution traditionnelle au Cameroun située dans l'arrondissement de Dibombari, département du Littorale. Son chef est Sa Majesté Njocke Essawe Maurice.

## Géographie
La chefferie supérieure Bakoko Moungo est située dans l'arrondissement Dibombari, dans le département Moungo de la région du Littoral. Cette chefferie bénéficie d'un statut de deuxième degré au Cameroun ayant à sa tête, un chef supérieur en la personne de Sa Majesté Njocke Essawe Maurice.
Elle fait partie de l'un des deux cantons de l'arrondissement de Dibombari. Le village Yapaki est sa porte d'entrée, tandis que le village Yassem est la sortie. Cette institution traditionnelle partage ses limites territoriales avec canton Pongo, le canton de Bele bele à Douala 4e et la région du Sud Ouest.
Les 20 villages qui le composent sont : Yapaki, Maka, Njouki, Biendende, Bonadindé, Yandom, Yamikoki, Bali, Minyoungou, Mbanguè 1, Yandoungou, Yamidjang, Mbanguè 2, Yabona, Yabwadibè, Yabéa, Yangonang, Mbongo, Yassouka et Yassen.

## Histoire
Les bakokos Moungo sont un peuple Bantou constitué de l'ancêtre Pèkè et du neuve Biangè. D'où l'existence des Yapèkès comme descendants de Pèkè et les Yabiangs comme descendants de Biangè. Et ces deux descendants qui forment finalement une seule entités, sont rattachés au peuple Pongo et administer par Dibombari. Il vient de la grotte de Ngog Lituba.

## Souverains successifs
Depuis l'existence de la chefferie traditionnelle du canton Bakoko Moungo, plusieurs chefs se sont succédé sur son trône. Il s'agit entre autres de: S.M Moukoko Moukoko (qui a succédé à SM Toto Moussong) ; SM Toto Nje (qui a succédé à SM Moukoko) ; SM Diboume di Toto (qui a succédé à SM Toto Njé) ; SM Totto Essawe Conrad (qui a succédé à SM Diboume Di Toto) ; SM Essawe Moukoko (qui a succédé SM Totto Essawe Conrad) ; SM Benga Diboume (qui a succédé Essawe Moukoko). Et à la suite de SM Benga Diboume, la chefferie supérieure Bakoko-Moungo est jusqu’à nos jours placée sous le direction de SM Essawè Njockè qui est assisté des chefferies de 3ème dégré.

## Population
Depuis plusieurs décennies, le canton Bakoko est constitué de 19 villages et depuis lors, le village Maka s'est ajouté au nombre. Sa population est essentiellement constituée d'autochtones; et du fait de son développement sans cesse croissant et sa proximité aux régions dites anglophones, sa population est de plus en plus métissée.